# Asian Athletics Association
L'Asian Athletics Association (AAA) è la federazione continentale che governa l'atletica leggera in Asia.
Ha sede a Bangkok, in Thailandia, ed organizza i campionati asiatici di atletica leggera ed altre competizioni continentali. È una delle sei federazioni continentali che fanno parte della World Athletics.

## Consiglio federale
- Presidente:
  -  Dahlan Jumaan al-Hamad
- Presidenti onorari:
  -  Seiko Yasuda
  -  Mohamad Hasan
- Vice presidenti:
  -  Du Zhaocai
  -  Surapong Ariyamongkol
  -  Tigor Tanjung
  -  Katsuyuki Tanaka
  -  Eidy Alijani
- Vice presidenti onorari:
  -  Wen Yao Li
  -  Hanji Aoki
  -  Abdullah Mohamed
  -  Charouck Arirachakaran
  -  Dapeng Lou
  -  Jung Ki Park
  -  Mohammed Abdullah Bassnawi
  -  Sheikh Khalid Bin Thani Al-Thani
  -  Hideyuki Sasaki
  -  Mouafak Joumaa
  -  Lertrat Ratanavanich
- Segretario:
  -  Maurice R. Nicholas
- Membri:
  -  Claire Chehab
  -  Rabi Rajkarnikar
  -  Alexey Kondrat
  -  Oh Dong Jin
  -  Saad Hiyasat
  -  Prema Pinnewale
  -  Karim Ibraham
  -  William Ko
  -  Hoang Manh Cuong

## Presidenti
1. Jose Sering: 1973 - 1979
2. Seiko Yasuda: 1979 - 1991
3. Mohamad Hasan: 1991 - 2000
4. Suresh Kalmadi: 2000 - 2013
5. Dahlan Jumaan al-Hamad: 2013 - in carica

## Membri
| Nazione             | Federazione                                        |
| ------------------- | -------------------------------------------------- |
| Afghanistan         | Afghanistan Athletic Federation                    |
| Arabia Saudita      | Saudi Arabian Athletics Federation                 |
| Bahrein             | Bahrain Athletics Association                      |
| Bangladesh          | Bangladesh Athletic Federation                     |
| Bhutan              | Bhutan Amateur Athletic Federation                 |
| Birmania            | Myanmar Track and Field Federation                 |
| Brunei              | Brunei Darussalam Athletics Federation             |
| Cambogia            | Khmer Amateur Athletics Federation                 |
| Cina                | Chinese Athletic Association                       |
| Corea del Nord      | Amateur Athletics Association of DPR of Korea      |
| Corea del Sud       | Korean Association of Athletics Federations        |
| Emirati Arabi Uniti | United Arab Emirates Athletics Federation          |
| Filippine           | Philippine Athletics Track and Field Association   |
| Giappone            | Japan Association of Athletics Federations         |
| Giordania           | Jordan Athletics Federation                        |
| Hong Kong           | Hong Kong Association of Athletics Affiliates      |
| India               | Athletics Federation of India                      |
| Indonesia           | Indonesian Athletics Federation                    |
| Iran                | Athletic Federation of I.R. Iran                   |
| Iraq                | Iraqi Athletics Federation                         |
| Kazakistan          | Athletic Federation of the Republic of Kazakhstan  |
| Kirghizistan        | Athletics Federation of Kyrgyz Republic            |
| Kuwait              | Kuwait Athletics Federation                        |
| Laos                | Laos Amateur Athletic Federation                   |
| Libano              | Fédération Libanaise d'Athlétisme                  |
| Macao               | Associação de Atletismo de Macau                   |
| Malaysia            | Malaysia Athletics Federation                      |
| Maldive             | Athletics Association of Maldives                  |
| Mongolia            | Mongolian Athletic Federation                      |
| Nepal               | Nepal Athletics Association                        |
| Oman                | Oman Athletic Association                          |
| Pakistan            | Athletics Federation of Pakistan                   |
| Palestina           | Palestine Athletic Federation                      |
| Qatar               | Qatar Athletics Federation                         |
| Singapore           | Singapore Athletic Association                     |
| Siria               | Syrian Arab Athletic Federation                    |
| Sri Lanka           | Sri Lanka Athletics                                |
| Tagikistan          | Athletics Federation of the Republic of Tajikistan |
| Taipei cinese       | Chinese Taipei Athletics Association               |
| Thailandia          | Athletic Association of Thailand                   |
| Timor Est           | Federação Timor-Leste de Atletismo                 |
| Turkmenistan        | Amateur Athletic Federation of Turkmenistan        |
| Uzbekistan          | The Athletic Federation of Uzbekistan              |
| Vietnam             | Vietnam Athletics Federation                       |
| Yemen               | Yemen Athletics Federation                         |

## Competizioni
- Campionati asiatici di atletica leggera
- Campionati asiatici di atletica leggera indoor
- Campionati asiatici under 18 di atletica leggera